# チノイ
チノイ（英: Chinhoyi）はジンバブエの都市である。西マショナランド州の州都である。

## 交通

### 道路
- 国道R3号線 (ジンバブエ)（英語版）（国道A1号線）トランス・アフリカ・ハイウェイの9号線

## 教育
- Chinhoyi University of Technology
- Zimbabwe Open University